# Lennart Gregor
Lennart Gregor, född Nils Lennart Gregorsson den 5 oktober 1927 i Borås, död den 31 december 1994 i Hedemora, var en svensk skådespelare, teaterregissör och kulturintendent.
Gregor debuterade 1953 i Alex Jutes kortfilm Vi var några man. Han medverkade på 1970-talet även i 1973 års julkalender som Hemulen i Mumindalen och som rättsombudsman 1974 i TV-pjäsen Domaren av Vilhelm Moberg. Under 1980-talet blev Gregor kulturintendent i Borlänge. Han var under ett tiotal år konstnärlig ledare för Gävle-Dala Teatersällskap (numer Borlänge Musikteater).
Lennart Gregor är begravd på Hedemora kyrkogård.

## Filmografi
- 1953 – Vi var några man
- 1973 – Mumindalen (TV-serie)
- 1974 – Domaren

## Teater

### Roller (ej komplett)
| År   | Roll           | Produktion                                                               | Regi           | Teater                         |
| ---- | -------------- | ------------------------------------------------------------------------ | -------------- | ------------------------------ |
| 1970 | Robert Danvers | En flicka på gaffeln (There's a Girl in My Soup) Terence Frisby          | Bengt Blomgren | Riksteatern                    |
| 1974 |                | Mina sånger de ska leva Mikis Theodorakis                                | Pi Lind        | Nya Komediteatern/ Riksteatern |
| 1975 | Mackie Kniven  | Tolvskillingsoperan (Die Dreigroschenoper) Bertolt Brecht och Kurt Weill | Claes Fellbom  | Riksteatern                    |